# Chloethripa
Chloethripa är ett släkte av fjärilar. Chloethripa ingår i familjen trågspinnare.
Kladogram enligt Catalogue of Life:
| Chloethripa | \| \| Chloethripa chlorana \| \| \| \| \| \| Chloethripa leucocephala \| \| \| \| |
|             | \| \| Chloethripa chlorana \| \| \| \| \| \| Chloethripa leucocephala \| \| \| \| |
|             | Chloethripa chlorana                                                              |
|             |                                                                                   |
|             | Chloethripa leucocephala                                                          |
|             |                                                                                   |